# Hirzenhain (Eschenburg)
Hirzenhain (mundartlich Hirzehaa) ist ein Ortsteil der Gemeinde Eschenburg im mittelhessischen Lahn-Dill-Kreis.

## Geografische Lage

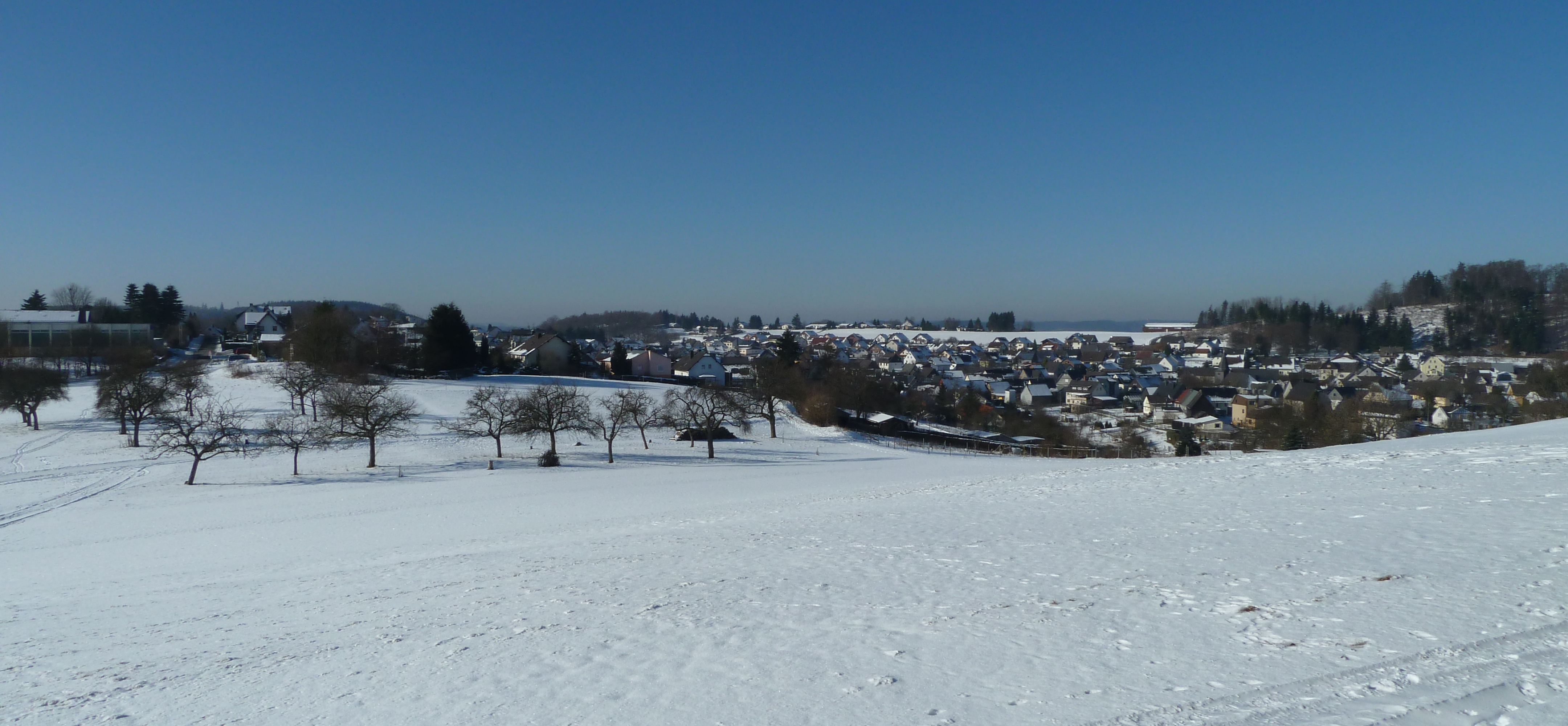
Hirzenhain Ort von Osten

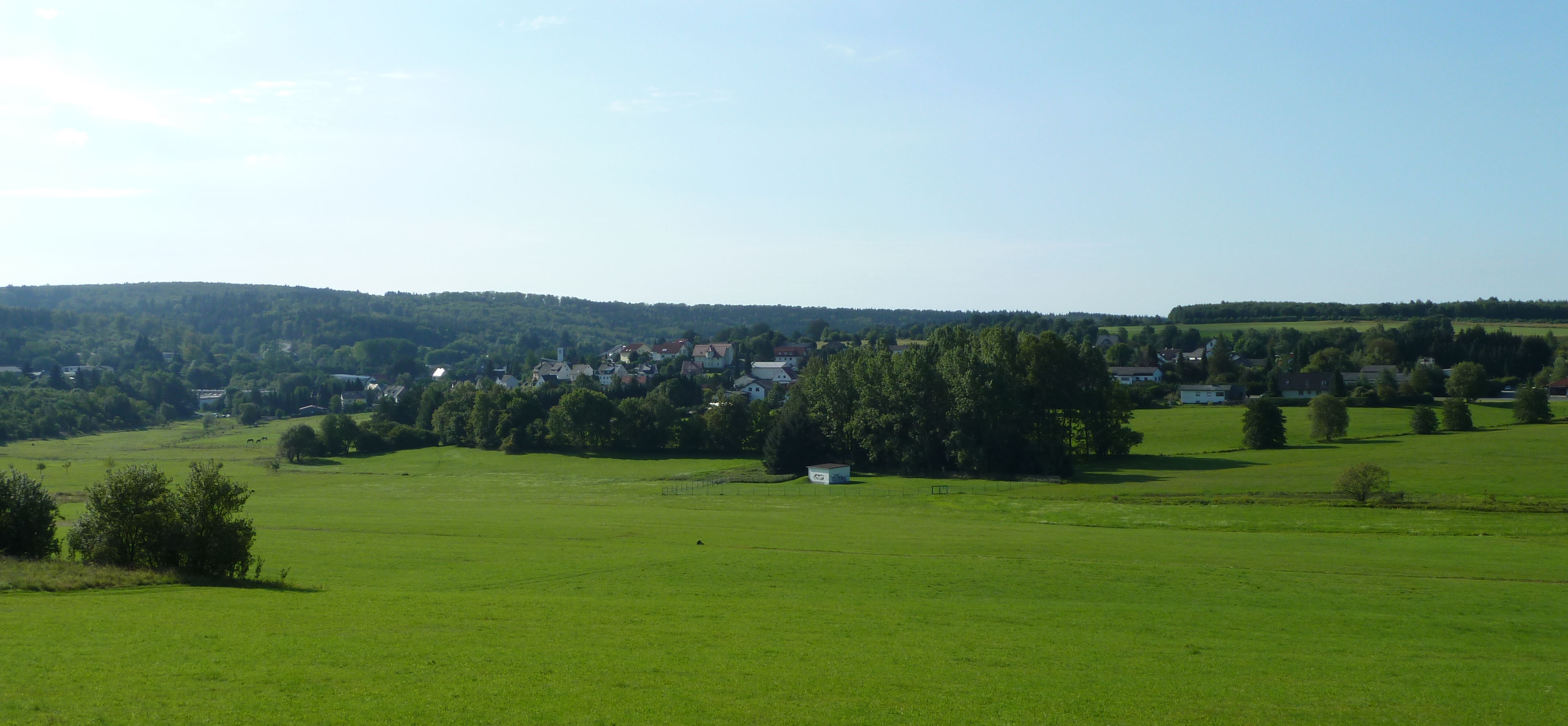
Hirzenhain Bahnhof von Norden

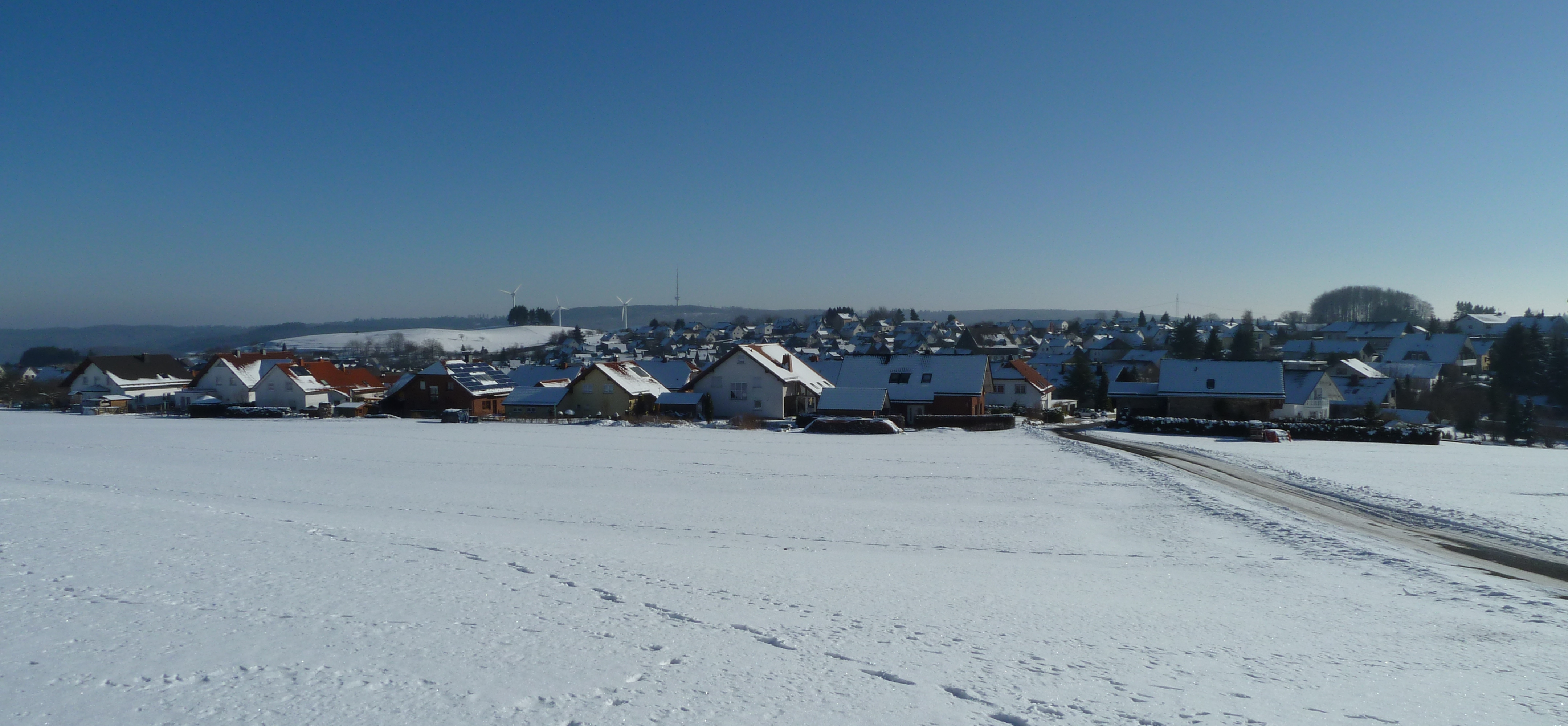
Hirzenhain Ort von Westen

Hirzenhain liegt im Nordosten des Lahn-Dill-Kreises auf der Bottenhorner Hochfläche, die zum Gladenbacher Bergland zählt. Der über 500 m hoch liegende Ort befindet sich direkt an der Grenze zum Landkreis Marburg-Biedenkopf. Der Ort besteht heute aus zwei Ortsteilen: „Hirzenhain-Ort“ und „Hirzenhain-Bahnhof“.
Die angrenzenden Orte sind, von Norden im Uhrzeigersinn beginnend, Simmersbach (Gemeinde Eschenburg), Lixfeld (Gemeinde Angelburg), Wallenfels, Tringenstein (beide Gemeinde Siegbach), Nanzenbach (Stadt Dillenburg) und Eiershausen (Gemeinde Eschenburg).
Unmittelbar nördlich von Hirzenhain-Ort erhebt sich der Kurzbeul (566 m ü.NN). Östlich von Hirzenhain-Bahnhof befindet sich die mit 609 m ü.NN höchste Erhebung der Gemeinde Eschenburg, die Angelburg. Hier steht auch das bis 2011 höchste Bauwerk des Lahn-Dill-Kreises, der Fernsehturm Angelburg.

## Geschichte

### Ortsgeschichte
Die älteste bekannte schriftliche Erwähnung des Orts erfolgte unter dem Namen Hirtinghagen im Jahr 1269.
Im Jahr 1911 erhielt der Ort einen Bahnhof an der Scheldetalbahn Dillenburg–Wallau, der allerdings zwei Kilometer von Hirzenhain entfernt lag. Um den Bahnhof siedelte sich in den 1950er Jahren immer mehr Industrie und besonders Stein verarbeitendes Gewerbe an. Auch wurden viele Wohnhäuser gebaut und so entstand der neue Ortsteil Hirzenhain-Bahnhof. Dort wurden in den 1960er Jahren außerdem eine evangelische Kirche und eine katholische Kirche gebaut.
Hessische Gebietsreform (1970–1977)
Im Zuge der Gebietsreform in Hessen erfolgte die Gründung der Gemeinde Eschenburg am 1. Oktober 1971 durch den freiwilligen Zusammenschluss der bis dahin selbständigen Gemeinden  Eibelshausen, Eiershausen und Wissenbach.
Kraft Landesgesetz wurden dann die Gemeinden Eschenburg, Hirzenhain sowie Simmersbach und Roth des ehemaligen Landkreises Biedenkopf zur erweiterten Großgemeinde Eschenburg zusammengeschlossen. Die Inkraftsetzung erfolgte zum 1. Juli 1974 durch den Regierungspräsidenten in Darmstadt. Für alle sechs Ortsteile wurden Ortsbezirke mit Ortsbeirat und Ortsvorsteher nach der Hessischen Gemeindeordnung gebildet. Zuvor war eine Fusion zwischen Lixfeld, Frechenhausen, Gönnern und Hirzenhain im Gespräch, besonders ausgehend von Lixfeld und Frechenhausen. Diese scheiterte allerdings am Widerstand der Hirzenhainer Gemeindevertreter, die auf einer Gemeindeverwaltung in der Hirzenhainer Schule und weiteren Vorrechten bestanden.

### Verwaltungsgeschichte im Überblick
Die folgende Liste zeigt die Staaten bzw. Herrschaftsgebiete und deren untergeordnete Verwaltungseinheiten, in denen Hirzenhain lag:
- vor 1739: Heiliges Römisches Reich, Grafschaft/Fürstentum Nassau-Dillenburg, Amt Tringenstein[9]
- ab 1739: Heiliges Römisches Reich, Fürstentum Nassau-Diez, Amt Tringenstein
- 1806–1813: Großherzogtum Berg Département Sieg, Arrondissement Dillenburg, Kanton Herborn
- 1813–1815: Fürstentum Nassau-Oranien, Amt Tringenstein
- ab 1816: Herzogtum Nassau, Amt Dillenburg
- ab 1849: Herzogtum Nassau, Kreisamt Herborn
- ab 1854: Herzogtum Nassau, Amt Dillenburg
- ab 1867: Norddeutscher Bund[Anm. 1], Königreich Preußen, Provinz Hessen-Nassau, Regierungsbezirk Wiesbaden, Dillkreis
- ab 1871: Deutsches Reich, Königreich Preußen, Provinz Hessen-Nassau, Regierungsbezirk Wiesbaden, Dillkreis
- ab 1918: Deutsches Reich, Freistaat Preußen, Provinz Hessen-Nassau, Regierungsbezirk Wiesbaden, Dillkreis
- ab 1932: Deutsches Reich, Freistaat Preußen, Provinz Hessen-Nassau, Regierungsbezirk Wiesbaden, Landkreis Dillenburg
- ab 1933: Deutsches Reich, Freistaat Preußen, Provinz Hessen-Nassau, Regierungsbezirk Wiesbaden, Dillkreis
- ab 1944: Deutsches Reich, Freistaat Preußen, Provinz Nassau, Dillkreis
- ab 1945: Amerikanische Besatzungszone, Groß-Hessen, Regierungsbezirk Wiesbaden, Dillkreis
- ab 1946: Amerikanische Besatzungszone, Hessen, Regierungsbezirk Wiesbaden, Dillkreis
- ab 1949: Bundesrepublik Deutschland, Hessen, Regierungsbezirk Wiesbaden, Dillkreis
- ab 1968: Bundesrepublik Deutschland, Hessen, Regierungsbezirk Darmstadt, Dillkreis
- ab 1974: Bundesrepublik Deutschland, Hessen, Regierungsbezirk Darmstadt, Dillkreis, Gemeinde Eschenburg[Anm. 2]
- ab 1977: Bundesrepublik Deutschland, Hessen, Regierungsbezirk Darmstadt, Lahn-Dill-Kreis, Gemeinde Eschenburg
- ab 1981: Bundesrepublik Deutschland, Hessen, Regierungsbezirk Gießen, Lahn-Dill-Kreis, Gemeinde Eschenburg

## Bevölkerung

### Einwohnerstruktur 2011
Nach den Erhebungen des Zensus 2011 lebten am Stichtag dem 9. Mai 2011 in Hirzenhain 1977 Einwohner. Darunter waren 48 (2,4 %) Ausländer. Nach dem Lebensalter waren 336 Einwohner unter 18 Jahren, 840 zwischen 18 und 49, 408 zwischen 50 und 64 und 393 Einwohner waren älter. Die Einwohner lebten in 831 Haushalten. Davon waren 228 Singlehaushalte, 237 Paare ohne Kinder und 273 Paare mit Kindern, sowie 78 Alleinerziehende und 12 Wohngemeinschaften. In 168 Haushalten lebten ausschließlich Senioren und in 531 Haushaltungen lebten keine Senioren.

### Einwohnerentwicklung
Übersicht über die Einwohnerzahlen:
| Jahr | Einwohner | davon Ort | davon Bhf. |
| ---- | --------- | --------- | ---------- |
| 1974 | 2083      | 1455      | 628        |
| 1980 | 2125      | 1447      | 678        |
| 1990 | 2271      | 1552      | 719        |
| 2000 | 2282      | 1520      | 762        |
| 2010 | 2131      | 1441      | 690        |
| 2015 | 2076      | 1345      | 731        |

| Hirzenhain: Einwohnerzahlen von 1530 bis 2018 | Hirzenhain: Einwohnerzahlen von 1530 bis 2018 | Hirzenhain: Einwohnerzahlen von 1530 bis 2018 | Hirzenhain: Einwohnerzahlen von 1530 bis 2018 | Hirzenhain: Einwohnerzahlen von 1530 bis 2018 |
| --- | --------------------------------------------- | --------------------------------------------- | --------------------------------------------- | --------------------------------------------- |
| Jahr |                                               |                                               |                                               | Einwohner                                     |
| 1530 | 1530                                          |                                               | 160                                           | 160                                           |
| 1834 | 1834                                          |                                               | 373                                           | 373                                           |
| 1840 | 1840                                          |                                               | 404                                           | 404                                           |
| 1846 | 1846                                          |                                               | 410                                           | 410                                           |
| 1852 | 1852                                          |                                               | 415                                           | 415                                           |
| 1858 | 1858                                          |                                               | 419                                           | 419                                           |
| 1864 | 1864                                          |                                               | 439                                           | 439                                           |
| 1871 | 1871                                          |                                               | 458                                           | 458                                           |
| 1875 | 1875                                          |                                               | 470                                           | 470                                           |
| 1885 | 1885                                          |                                               | 541                                           | 541                                           |
| 1895 | 1895                                          |                                               | 612                                           | 612                                           |
| 1905 | 1905                                          |                                               | 678                                           | 678                                           |
| 1910 | 1910                                          |                                               | 836                                           | 836                                           |
| 1925 | 1925                                          |                                               | 920                                           | 920                                           |
| 1939 | 1939                                          |                                               | 1.129                                         | 1.129                                         |
| 1946 | 1946                                          |                                               | 1.505                                         | 1.505                                         |
| 1950 | 1950                                          |                                               | 1.572                                         | 1.572                                         |
| 1956 | 1956                                          |                                               | 1.605                                         | 1.605                                         |
| 1961 | 1961                                          |                                               | 1.666                                         | 1.666                                         |
| 1967 | 1967                                          |                                               | 1.868                                         | 1.868                                         |
| 1970 | 1970                                          |                                               | 1.906                                         | 1.906                                         |
| 1974 | 1974                                          |                                               | 2.083                                         | 2.083                                         |
| 1980 | 1980                                          |                                               | 2.125                                         | 2.125                                         |
| 1990 | 1990                                          |                                               | 2.271                                         | 2.271                                         |
| 2000 | 2000                                          |                                               | 2.282                                         | 2.282                                         |
| 2008 | 2008                                          |                                               | 2.068                                         | 2.068                                         |
| 2011 | 2011                                          |                                               | 1.977                                         | 1.977                                         |
| 2015 | 2015                                          |                                               | 1.961                                         | 1.961                                         |
| 2018 | 2018                                          |                                               | 1.920                                         | 1.920                                         |
| Datenquelle: Historisches Gemeindeverzeichnis für Hessen: Die Bevölkerung der Gemeinden 1834 bis 1967. Wiesbaden: Hessisches Statistisches Landesamt, 1968. Weitere Quellen: LAGIS; nach 1970: Gemeinde Eschenburg, ab 2008: Haushaltsplan 2019; Zensus 2011 |                                               |                                               |                                               |                                               |

### Historische Religionszugehörigkeit
| • 1885: | 0491 evangelische (= 90,76 %), keine katholischen und 49 andere Christen (= 9,06 %), ein Jude (= 0,18 %) |
| • 1961: | 1388 evangelische (= 83,31 %) und 218 katholische (= 13,09 %) Einwohner                                  |

## Politik
In Eiershausen gibt es einen fünfköpfigen Ortsbeirat. Nach den Kommunalwahlen in Hessen 2021 besteht er aus zwei Mitgliedern der CDU und zwei Mitgliedern der SPD. Der Ortsvorsteher ist Heiner Baum von der CDU.

## Wirtschaft und Infrastruktur
Hirzenhain verfügt über ein Dorfgemeinschaftshaus.
In der Hoffnung auf weitere Gewerbeansiedlungen hat die Gemeinde Eschenburg in Hirzenhain-Bahnhof Mitte der 2000er Jahre das neue Gewerbegebiet „Kaltwasser“ ausgewiesen.
Als Teil des Wanderparks Lahn-Dill-Bergland ist Hirzenhain ein beliebtes Wanderziel geworden.

### Fliegerei
1923 wurde in Hirzenhain nach der Wasserkuppe ein Segelfliegerverein gegründet. Am Eiershäuser Hang wurde in den folgenden Jahren ein Segelflugplatz eingerichtet und 1936 eine Flughalle gebaut. Im Zweiten Weltkrieg wurden über 70 Flugzeuge und sämtliche Einrichtungen zerstört. Nach der Aufhebung des Segelflugsportverbots im Jahr 1950 gab es dann einen Neuanfang.
Nachdem der Segelflugplatz am Hang 1961 aus Sicherheitsgründen gesperrt worden war, wurde im Folgejahr mit dem Bau eines neuen Flugplatzes auf der „Großen Viehweide“ an der anderen Seite des Dorfes begonnen. Dieser wurde 1966 fertiggestellt. Der Flugplatz Hirzenhain ist heute als Sonderlandeplatz klassifiziert.

### Wintersport
Im Jahr 1945 wurde in Hirzenhain einer der ersten Wintersportvereine in Hessen nach dem Zweiten Weltkrieg gegründet. Eine Sprungschanze wurde 1964 errichtet und 1973 folgte am „Eiershäuser Hang“ ein 450 m langer Skilift. Heute kann der Skiclub neben dem 2009 modernisierten Schlepplift eine Flutlichtanlage und eine bewirtschaftete Skihütte vorweisen. Langlaufloipen werden im Winter ebenfalls gespurt.

### Verkehr
Hirzenhain ist über mehrere Landes- und Kreisstraßen an das Dietzhölz- und Dilltal angebunden. Außerdem bestehen Straßenverbindungen nach Siegbach und Angelburg. Bis zur Bundesstraße 253 (Dillenburg–Frankenberg) sind es etwa 5 km; die Anschlussstelle Dillenburg an der Autobahn 45 ist in 14 km zu erreichen.
Der Bahnhof Hirzenhain lag im Kilometer 13,4 der Scheldetalbahn. Auf dieser Strecke wurde am 30. Mai 1987 in dem Abschnitt Dillenburg–Niedereisenhausen, in dem Hierzenhain liegt, der Gesamtverkehr eingestellt.

### Bildung
In Hirzenhain gibt es mit der Herbert-Hoover-Schule eine Grundschule. In beiden Ortsteilen existiert außerdem je ein Kindergarten.
Weiterführende Schulen können in Eibelshausen (Kooperative Gesamtschule) und Dillenburg (Gymnasium) besucht werden.

## Persönlichkeiten
- Tina Hermann (* 5. März 1992 in Hirzenhain), deutsche Skeletonsportlerin